# Hildegard Lindzén

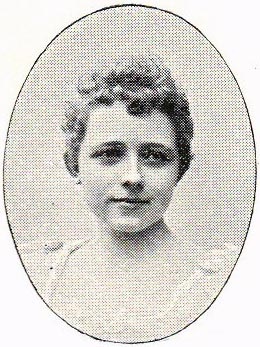
Hildegard Lindzén.

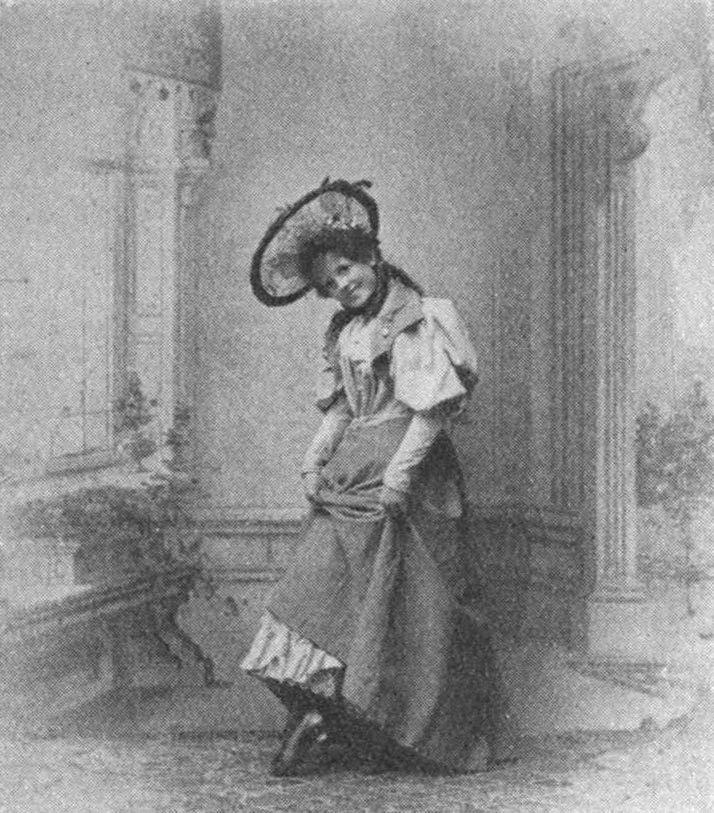
Hildegard Lindzén i en av sina roller på Södra Teatern.

Hildegard (Hillie) Emilia Lindzén, senare Svendsen, född den 15 januari 1872 i Kalmar, död den 24 april 1930 i Köpenhamn, var en svensk balettdansös och skådespelare.

## Biografi
Lindzén blev elev vid Kungliga Baletten 1883 och var figurant 1887–1893. Hon var aktiv vid Södra teatern 1893–1896 och därefter vid Eldoradoteatret i Kristiania (Oslo). Bland hennes roller märktes Puck i En midsommarnattsdröm, Fenella i Den stumma från Portici, Agneta i Elfjungfrun, Manuela i Farinelli, Clairette i dragonlägret, Fru Hin, Ett litet troll samt Lisa i Per Svinaherde, Emma i Stabstrumpetaren och Bronislawa i Tiggarstudenten.
Hildegard Lindzén var dotter till skomakaren Per Axel Lindzén och Vilhelmina Teresia Josefina Lundberg samt syster till Anna-Lisa Lindzén. Hildegard Lindzén utvandrade till Danmark 1899
 och gifte sig där med en apotekare. Hasse Zetterström har vittnat om att han som ung var förälskad i Lindzén men att hon vid denna tid hade en relation med Södra Teaterns kapellmästare Nalle Halldén. Zetterström menade att Manuella i Farinelli var en av Lindzéns bästa roller.

## Teater

### Roller (ej komplett)
| År   | Roll          | Produktion                                                      | Regi | Teater        |
| ---- | ------------- | --------------------------------------------------------------- | ---- | ------------- |
| 1893 | Manuela       | Farinelli Hermann Zumpe, F. Wilibald Wulff och Charles Cassmann |      | Södra Teatern |
| 1894 | Emily Delahay | Charleys tant Brandon Thomas                                    |      | Södra Teatern |

## Galleri

Hildegard Lindzén och Victoria Strandin vid Kungliga Operan. Odaterat porträtt.
Hildegard Lindzén, rollporträtt, okänt år.

### Fotnoter
1. ↑  Aftonbladet, 26 april 1930
2. ↑  Rotemannen, CD-ROM, Sveriges Släktforskarförbund/Stockholms Stadsarkiv (2012).
3. ↑  Enligt uppgift i en artikel i Expressen 1955-01-16 skulle Lindzén och Halldén till och med ha varit gifta; något som dock är felaktigt; se denna och denna diskussion på Anbytarform.
4. ↑  ”Teater och musik: Södra teatern”. Dagens Nyheter:  s. 2. 14 oktober 1893. http://arkivet.dn.se/arkivet/tidning/1893-10-14/8757A/2. Läst 6 augusti 2016.
5. ↑  ”Teater och musik”. Dagens Nyheter:  s. 2. 20 januari 1894. http://arkivet.dn.se/arkivet/tidning/1894-01-20/8837a/2. Läst 23 augusti 2015.